# Табора (регіон)
Табора (англ. Tabora) — один з 31 регіону Танзанії. Має площу 76 151 км², за даними перепису 2012 року його населення становило 2 291 623 осіб. Адміністративним центром області є місто Табора.

## Географія
Табора розташована в центральній частині країни, межує з такими регіонами: на півночі — з Шиньянга, на сході — з Сингіда, на півдні — з Сонгве і Мбея, на південному заході — з Руква, на заході — з Кігома.

## Адміністративний поділ
Адміністративно область поділена на 6 округів:
- Уйуї
- Урамбо
- Сіконге
- Ігунга
- Нзега
- Табора міський